# Alien Syndrome
Alien Syndrome es un videojuego arcade del género run and gun desarrollado por Sega en 1987.

## Jugabilidad
Dos jugadores controlan a dos soldados llamados Ricky y Mary, que deben luchar a su manera por grandes niveles rescatando a sus camaradas que son detenidos por los extraterrestres. Después de rescatar a un cierto número de rehenes la salida se abre y pueden pasar por esta para luchar con el guardián del final del nivel. Si este engendro es derrotado, ellos se trasladan a la siguiente fase.
Así como la jugabilidad de dos jugadores simultáneos, Alien Syndrome presenta pick-ups que asisten al jugador incluyendo mejores armas y mapas del nivel actual.

## Adaptaciones
El videojuego fue adaptado a la Sega Master System (1988), Amiga (1988), Atari ST, ZX Spectrum (1989), Amstrad CPC, Commodore 64 (1988), Famicom (1988), Nintendo Entertainment System (1989), publicado por Tengen), y la Sega Game Gear (1992).
El juego también fue adaptado con mejoras gráficas y sonoras para la PS2 como parte del programa de relanzamientos Sega Ages, e incluido en la versión Norteamericana de Sega Classics Collection (Fue removido de la versión Europea para recibir un certificado de edad más bajo)
Esta versión contiene controles actualizados, añadiendo el uso de ambos sticks analógicos, asemejándose a la jugabilidad vista en Robotron: 2084 y Smash TV.
Una secuela con el mismo nombre, Alien Syndrome, fue lanzada para Wii y PSP el 24 de julio de 2007.

## Recepción
Microhobby nº187 valoró el videojuego para ZX Spectrum:
Originalidad: 70%
Gráficos: 80%
Movimiento: 80%
Sonido: 60%
Dificultad: 90%
Adicción: 90%